# Sevenoaks (plaats)
Sevenoaks is een stad en civil parish in het bestuurlijke gebied Sevenoaks, in het Engelse graafschap Kent. De plaats telt 20.409 inwoners.
Het is de hoofdplaats van het district Sevenoaks en ligt ten zuidoosten van Londen. In de plaats is de Sevenoaks School gevestigd, die in 1432 is gesticht. Dit is de oudste seculiere school van het Verenigd Koninkrijk.
De naam Sevenoaks komt van het Angelsaksische Seouenaca, 'plaats van de zeven eiken'. De oorspronkelijke zeven eikenbomen (Engels: oaks) stonden in Knole Park.

## Bezienswaardigheden
- Sevenoaks Wildlife Reserve

## Bekende inwoners van Sevenoaks

### Geboren
- Jeffrey Amherst (1717-1797), maarschalk en gouverneur van Canada
- Meredith Belbin (1926-2025), onderzoeker, hoogleraar
- Bill Bruford (1948), drummer (o.a. Yes, King Crimson, Bruford)
- Lizzy Yarnold (1988), skeletonster
- Ben Tulett (2001), wielrenner

### Woonachtig (geweest)
- Auteur H.G. Wells (1866-1946) woonde in Sevenoaks en schreef er zijn eerste roman "The Time Machine" (De Tijdmachine).
- Jane Austen (1775-1817) verbleef minstens 1 keer in Sevenoaks, op 12-jarige leeftijd, bij haar oom Frank Austen in het Red House.
- Charles Dickens (1812-1870) heeft verschillende keren gelogeerd in de Sevenoaks School Accommodation tijdens zijn bezoekjes aan Sevenoaks. Dickens' dochter Kate Macready Dickens, haar tweede echtgenoot Carlo Perugini en hun 7 maanden oude zoontje zijn allen begraven op het St. Nicholas-kerkhof.

## Galerij

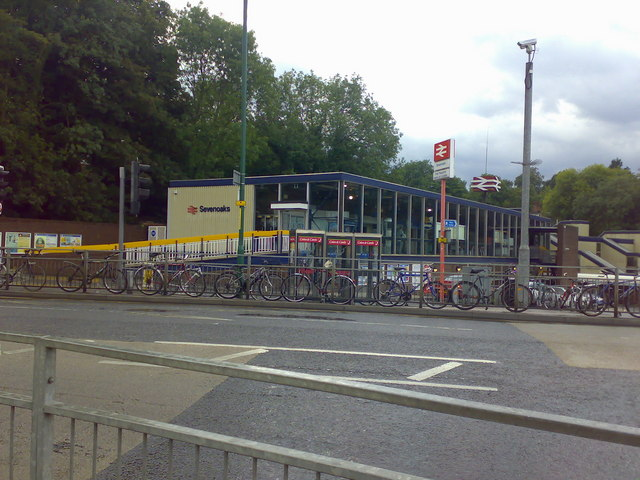
Station van Sevenoaks
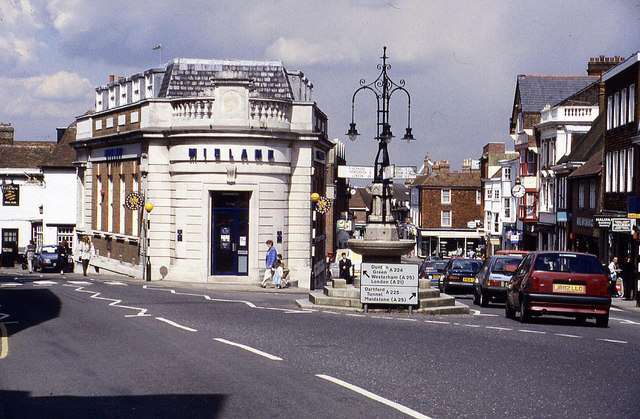
Kruising van hoofdwegen in Sevenoaks
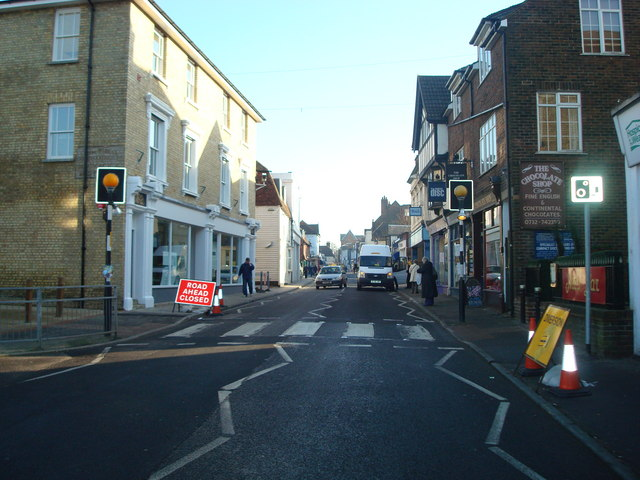
London road